# Baie d'Ōmura
La baie d'Ōmura (大村湾, Ōmura-wan) est une baie naturelle située dans le nord-ouest de l'île de Kyūshū, au Japon.

## Géographie
La baie d'Ōmura, appelée aussi « mer de koto en raison de sa forme qui évoque le koto », instrument de musique à cordes pincées de la musique japonaise traditionnelle, constitue le centre de la partie de la préfecture de Nagasaki intégrée à l'île de Kyūshū,. Étendue sur une superficie de 321 km2 (26 km du nord au sud et 11 km d'est en ouest), elle s'ouvre au nord sur la baie de Sasebo (0,33 km d'ouverture) à laquelle elle est reliée par les détroits de Hario et de Haiki,. Ses rives occidentales et méridionales sont formées par la côte nord de la péninsule de Nishisonogi. Sa profondeur moyenne est de 14,8 m et sa profondeur maximale atteint 54 m dans la partie nord-ouest,.

### Île de Mino
La baie d'Ōmura comprend plusieurs îles dont l'île de Mino (sud-est de la baie) qui appartient à la ville d'Ōmura. En 1971, la population de Mino-shima était de 74 habitants (16 foyers), répartis sur une superficie de 0,92 km2. Sur cette île dont le relief ne dépasse pas 100 m d'altitude, des mandarines satsuma et du radis chinois étaient cultivés. Au milieu des années 1970, les îliens ont été expropriés et l'île a été aménagée en un aéroport. À partir de 1975, l'aéroport international de Nagasaki, relié à Kyushu par un pont long de 970 m, occupe les 2,4 km2 de superficie de l'île de Mino,,.

## Culture de perles
À l'époque d'Edo (1603-1868), après la découverte d'huîtres perlières en baie d'Ōmura, la perliculture est pratiquée dans le domaine d'Ōmura de la province de Hizen,. Au début du XXIe siècle, l'ostréiculture et l'aquaculture de perles sont des traditions qui se perpétuent en baie de Katagami, une baie secondaire le long de la côte occidentale de la baie d'Ōmura,,.